# Associação Sportiva São Domingos
A Associação Sportiva São Domingos é um clube brasileiro de futebol, da cidade de Marechal Deodoro, estado de Alagoas. Suas cores são azul, vermelho e branco.

## História
O clube foi fundado por Valdemar Santana, um carioca que veio a Alagoas para trabalhar na Marinha. Colaborador do antigo Orfanato, hoje Lar São Domingos, ele resolveu formar uma equipe de futebol com os jovens ali internos.[carece de fontes?]
À medida que os jovens jogadores foram se destacando nos campeonatos juvenis, a equipe começou a alçar voos maiores, até então, se profissionalizar, disputando o seu primeiro campeonato Alagoano, em 1970. No ano seguinte, o então presidente Miguel Lino Spinelli Rabêlo decidiu investir e montar uma grande equipe, trazendo jogadores veteranos como Reinaldo, Pires, Mário, Giraldo, Canhoteiro, China, Major, Gabriel, Zé Leite e mais alguns. Para o jornalista e historiador, Lauthenay Perdigão, essa equipe do São Domingos fez história, ao chegar à fase final do Campeonato Alagoano de 1971.[carece de fontes?]

## Títulos
| Estaduais | Estaduais                             | Estaduais | Estaduais  |
|           | Competição                            | Títulos   | Temporadas |
| --------- | ------------------------------------- | --------- | ---------- |
|           | Campeonato Alagoano - Segunda Divisão | 1         | 1999       |